# Denmark (Carolina del Sur)
Denmark es una ciudad ubicada en el condado de Bamberg en el estado estadounidense de Carolina del Sur. La ciudad en el año 2000 tiene una población de 3.328 habitantes en una superficie de 7.9 km², con una densidad poblacional de 423.2 personas por km². 

## Geografía
Denmark se encuentra ubicada en las coordenadas 33°19′16″N 81°8′32″O / 33.32111, -81.14222. Según la Oficina del Censo, la ciudad tiene un área total de 7,9 km² (3,1 mi²), de la cual 7,9 km² (3,1 mi²) es tierra y 0 km² (0 mi²) (0.0%) es agua.

## Demografía
En el 2000 la renta per cápita promedia del hogar era de $17.578, y el ingreso promedio para una familia era de $22.346. El ingreso per cápita para la localidad era de $11.243. En 2000 los hombres tenían un ingreso per cápita de $22.110 contra $13.767 para las mujeres. Alrededor del 35.20% de la población estaba bajo el umbral de pobreza nacional. 